# Crocidura hildegardeae
Crocidura hildegardeae — вид ссавців з родини Soricidae. Названий на честь антрополога Хільдеґарда Беатріс Хінде.

## Опис
Землерийка Гільдегарди — вид середнього розміру з довжиною голови й тулуба близько 70 мм, самці трохи більші за самиць. Волоски на спині, які на крупі довші, ніж деінде, середньо-коричневі з темнішими кінчиками, що надає шкірі кольору молочного шоколаду. Низ блідо-коричневий, а кінцівки темно-коричневі, за винятком внутрішньої сторони задніх кінцівок, які жовтувато-коричневі. Хвіст довгий (приблизно 70% довжини голови й тіла) і частково вкритий шерстю, чорний зверху і коричневий знизу. 2n = 52.

## Поширення й середовище проживання
Цей центрально- та східноафриканський вид відомий у Камеруні та на північ від річки Конго в Республіці Конго та Демократичній Республіці Конго, на схід до Кенії та Танзанії. Його багато в сухих лісах у гірських і гірських районах, він є найпоширенішим видом землерийок на висоті 1100 м у Танзанії, але рідше у вологих лісах. У Руанді його місця проживання включають вологі савани та культивовані території. Він зустрічається як у первинному лісі, так і в вторинному лісі.

## Екологія
Вид веде нічний спосіб життя. Розмноження відбувається в липні та серпні, при цьому виводок зазвичай складається з двох дитинчат. До хижаків цеї білозубки належать дрібні хижі ссавці й гадюка Atheris nitschei.